# Afromochtherus peri
Afromochtherus peri là một loài ruồi trong họ Asilidae. Afromochtherus peri được Londt miêu tả năm 2002. Loài này phân bố ở vùng nhiệt đới châu Phi.